# イェッペ・オッケルス
イェッペ・オッケルス（Jeppe Okkels, 1999年7月29日 - ）は、デンマーク・中央ユラン地域シルケボー出身のサッカー選手。EFLチャンピオンシップ・プレストン・ノースエンドFC所属。ポジションは FW。

## クラブ経歴
12歳の時に地元のシルケボーIFのユースアカデミーに入団。2014年夏にプロ契約を結び、U-16ユースチームに登録。2016年に16歳でトップチームに昇格、5月28日のデンマーク・ファーストディビジョン (2部リーグ)のヴェイレBK戦でプロデビュー。2017-18シーズンより出場機会が増え、翌2018-19シーズンは6ゴールを決めた。
2020年8月25日、IFエルフスボリと2024年までの契約を締結。2023年シーズンには11ゴールを決め、自身初のシーズン二桁得点を記録した。
2024年1月30日、FCユトレヒトと2027年までの契約を締結。
2024年8月13日、プレストン・ノースエンドFCと3年契約を締結した。

## 代表経歴
2014年から6年間、各ユース世代のデンマーク代表でプレー。2016年にはUEFA U-17欧州選手権2016にも出場した。